# Beszterce-lakótelep
A Beszterce-lakótelep Salgótarján egyik lakótelepe, mind közül a legnagyobb és a legnépesebb. A város északi részén a 21-es főúttal párhuzamosan épült ki a Nógrád Megyei Állami Építőipari Vállalat (NÁÉV) tervei alapján. Nyugatról a már említett 21-es főút, keletről a Medves körút és a Görbe úti kertvárosi rész, délről a Béke-telep, északról pedig a Tóstrand és környéke határolja.
Nevét Salgótarján testvérvárosa, Besztercebánya után kapta.

## Képek

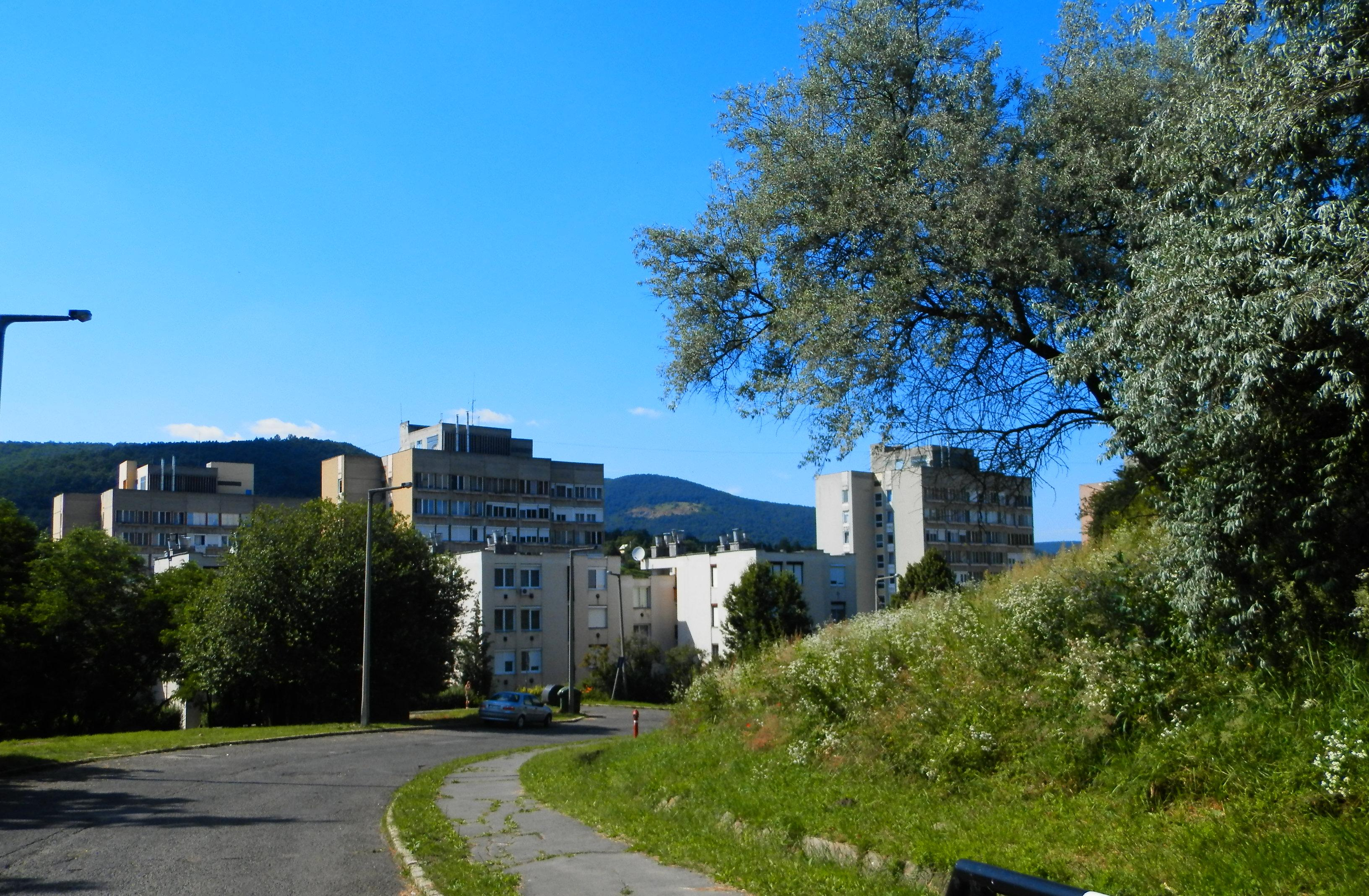
A lakótelep tízemeletes házai a Medves körútról nézve.
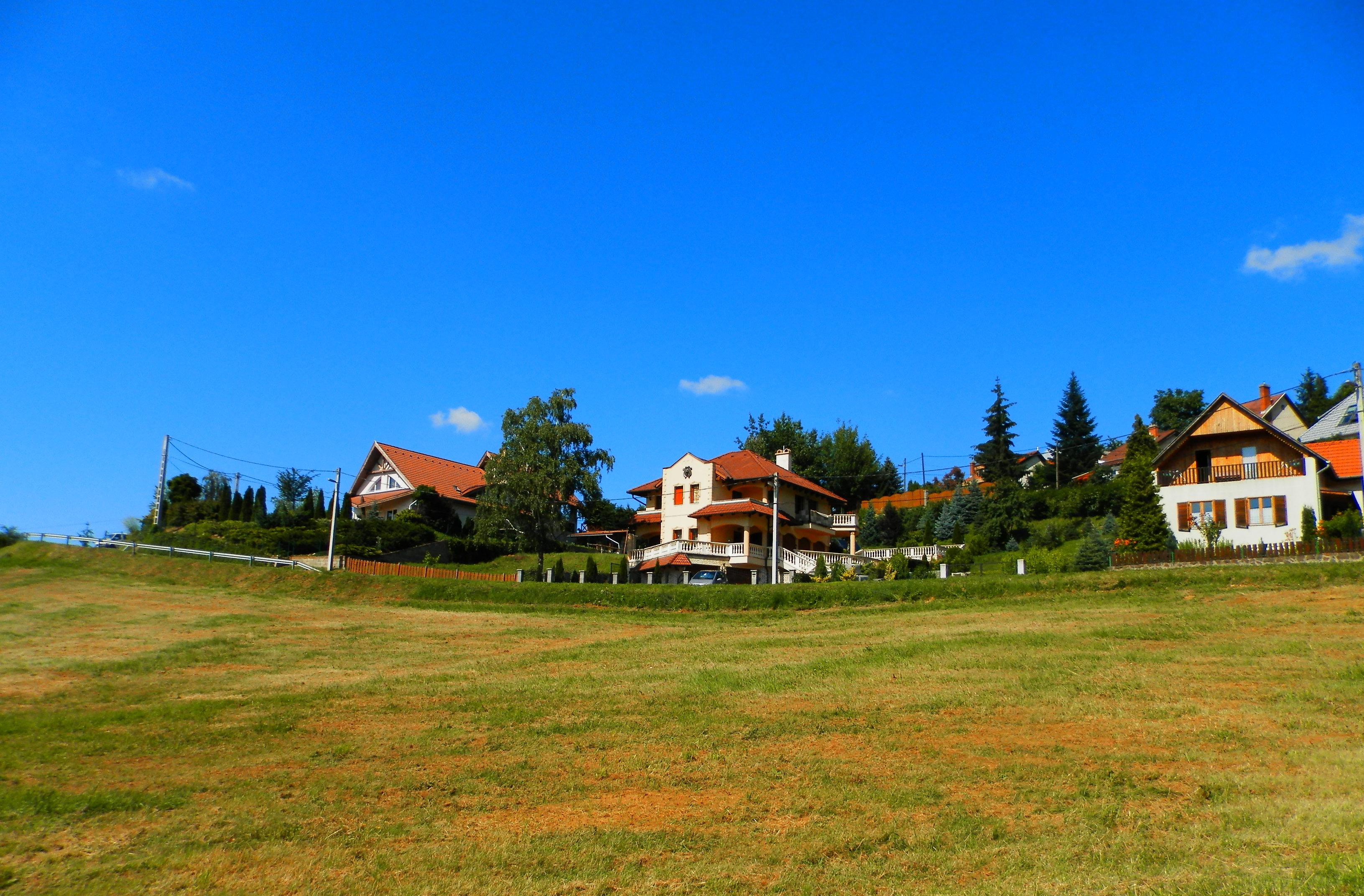
A Görbe út elejének házai.
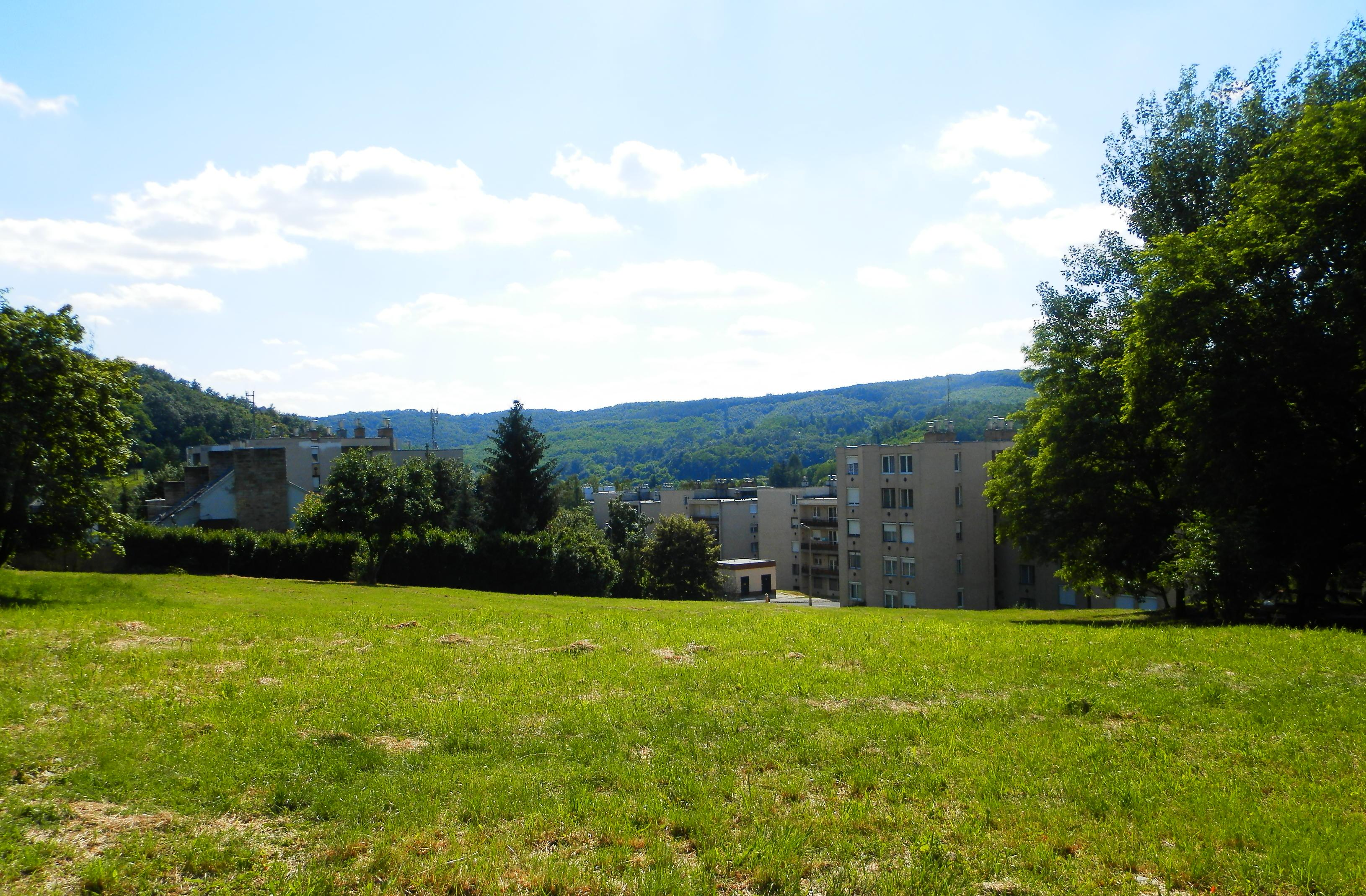
A Beszterce-lakótelep déli részének látképe a Medves körútról.